# St. Verena (Fischen im Allgäu)

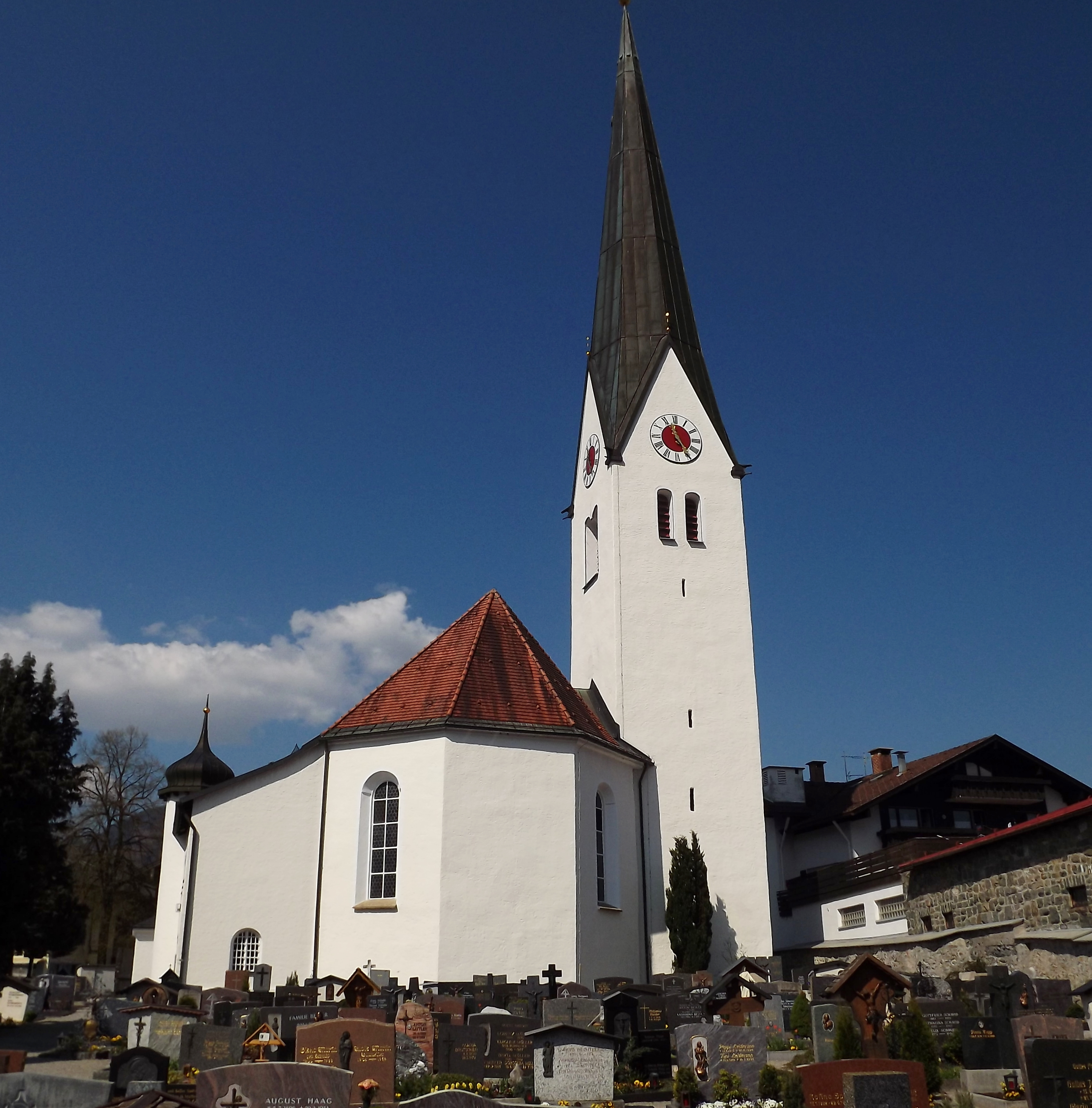
St. Verena in Fischen im Allgäu

St. Verena ist die römisch-katholische Pfarrkirche in Fischen im Allgäu, einer Gemeinde im schwäbischen Landkreis Oberallgäu in Bayern. Das denkmalgeschützte Bauwerk ist in der Liste der Baudenkmäler in Fischen im Allgäu unter der Nr. D-7-80-121-3 eingetragen. Die Pfarrei gehört zum Dekanat Sonthofen des Bistums Augsburg.

## Beschreibung

Blick zum Chor

Die im Kern spätgotische Saalkirche wurde in der zweiten Hälfte des 15. Jahrhunderts erbaut. Sie besteht aus einem Langhaus, das 1677 nach Westen verlängert wurde, einem dreiseitig geschlossenen Chor im Osten und einem Chorflankenturm an dessen Nordwand. Das oberste Geschoss des Chorflankenturms beherbergt hinter den als Biforien gestalteten Klangarkaden den Glockenstuhl mit fünf Glocken. In den Giebeln, zwischen denen sich ein 1980 erneuerter spitzer Helm erhebt, befinden sich die Zifferblätter der Turmuhr. Bei einem Brand wurde der Chor zerstört. Beim Wiederaufbau 1699 wurden Mauern erhöht.
Der Innenraum wurde 1827/28 umgebaut. Er wurde mit einem Tonnengewölbe überspannt und es wurde eine zweite Empore für die Orgel eingebaut. Der Hochaltar von 1700 wurde umgebaut. Im Altarauszug wurde von Claudius Schraudolph dem Älteren die Trinität dargestellt. An der Decke des Langhauses hat 1914 Anton Niedermaier ein Fresko gestaltet. Die Orgel wurde 1975 von Rudolf Kubak gebaut.